# Meringopus pseudonymus
Meringopus pseudonymus là một loài tò vò trong họ Ichneumonidae.